# Butterfly Boucher

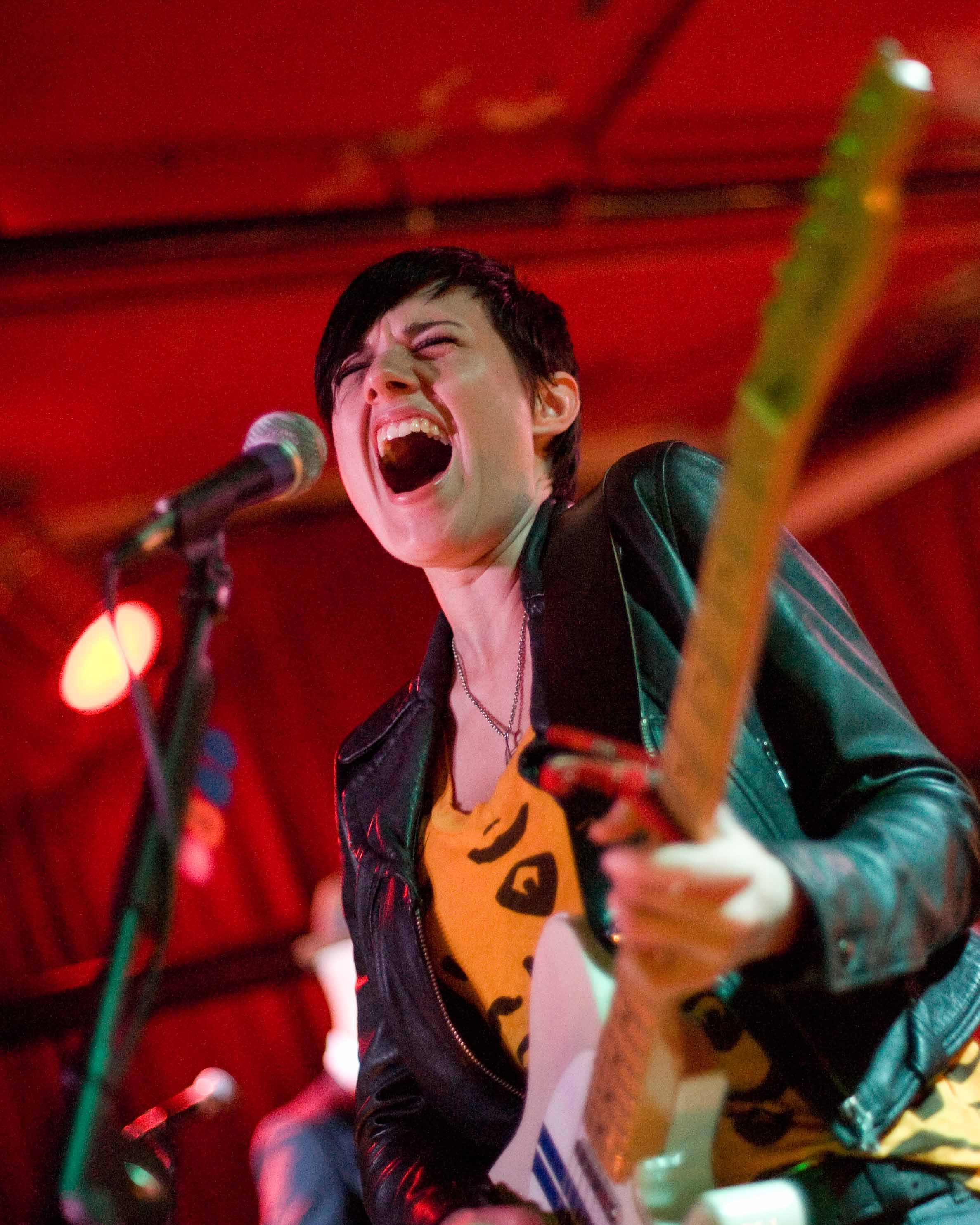
Boucher in 2009

Butterfly Boucher (2 juni 1979) is een singer-songwriter uit Australië. Ze is de middelste in een gezin met zeven dochters.
Haar debuutalbum Flutterby werd voor het eerst uitgebracht in 2003. Van dat album werden de singles I Can't Make Me en Another White Dash uitgebracht. In 2007 rondde ze haar tweede album af, genaamd Scary Fragile, wat uitkwam op 2 juni 2009.
- Bibliothèque nationale de France: cb150138062 (data)
- International Standard Name Identifier: 0000 0001 0111 573X
- Library of Congress Control Number: no2004071555
- MusicBrainz: cb2a2f2a-68de-4dd6-b47a-64fb680e2795
- Nationale Bibliotheek van Israël: 987007330254205171
- Virtual International Authority File: 150491479
- WorldCat: E39PBJhCGgfcgTf7KJgG3qm68C